# Moez Ben Cherifia
Moez Ben Cherifia (Tunisi, 24 giugno 1991) è un calciatore tunisino, portiere dell'Espérance.

## Statistiche

### Cronologia presenze e reti in nazionale
| Cronologia completa delle presenze e delle reti in nazionale ― Tunisia | Cronologia completa delle presenze e delle reti in nazionale ― Tunisia | Cronologia completa delle presenze e delle reti in nazionale ― Tunisia | Cronologia completa delle presenze e delle reti in nazionale ― Tunisia | Cronologia completa delle presenze e delle reti in nazionale ― Tunisia | Cronologia completa delle presenze e delle reti in nazionale ― Tunisia | Cronologia completa delle presenze e delle reti in nazionale ― Tunisia | Cronologia completa delle presenze e delle reti in nazionale ― Tunisia |
| Data                                                                   | Città                                                                  | In casa                                                                | Risultato                                                              | Ospiti                                                                 | Competizione                                                           | Reti                                                                   | Note                                                                   |
| ---------------------------------------------------------------------- | ---------------------------------------------------------------------- | ---------------------------------------------------------------------- | ---------------------------------------------------------------------- | ---------------------------------------------------------------------- | ---------------------------------------------------------------------- | ---------------------------------------------------------------------- | ---------------------------------------------------------------------- |
| 29-2-2012                                                              | Tunisi                                                                 | Perù                                                                   | 1 – 1                                                                  | Tunisia                                                                | Amichevole                                                             | -                                                                      | 63’                                                                    |
| 30-12-2012                                                             | Sharja                                                                 | Tunisia                                                                | 2 – 1                                                                  | Iraq                                                                   | Amichevole                                                             | -1                                                                     |                                                                        |
| 10-1-2013                                                              | Al Wakrah                                                              | Gabon                                                                  | 1 – 1                                                                  | Tunisia                                                                | Amichevole                                                             | -1                                                                     |                                                                        |
| 22-1-2013                                                              | Rustenburg                                                             | Tunisia                                                                | 1 – 0                                                                  | Algeria                                                                | Coppa d'Africa 2013 - 1º turno                                         | -                                                                      |                                                                        |
| 26-1-2013                                                              | Rustenburg                                                             | Costa d'Avorio                                                         | 3 – 0                                                                  | Tunisia                                                                | Coppa d'Africa 2013 - 1º turno                                         | -3                                                                     |                                                                        |
| 30-1-2013                                                              | Nelspruit                                                              | Tunisia                                                                | 1 – 1                                                                  | Togo                                                                   | Coppa d'Africa 2013 - 1º turno                                         | -1                                                                     |                                                                        |
| 23-3-2013                                                              | Radès                                                                  | Tunisia                                                                | 2 – 1                                                                  | Sierra Leone                                                           | Qual. Mondiali 2014                                                    | -1                                                                     |                                                                        |
| 8-6-2013                                                               | Freetown                                                               | Sierra Leone                                                           | 2 – 2                                                                  | Tunisia                                                                | Qual. Mondiali 2014                                                    | -2                                                                     |                                                                        |
| 16-6-2013                                                              | Bata                                                                   | Guinea Equatoriale                                                     | 2 – 2                                                                  | Tunisia                                                                | Qual. Mondiali 2014                                                    | -2                                                                     |                                                                        |
| 14-8-2013                                                              | Radès                                                                  | Tunisia                                                                | 3 – 0                                                                  | Rep. del Congo                                                         | Amichevole                                                             | -                                                                      | 46’                                                                    |
| 7-9-2013                                                               | Radès                                                                  | Tunisia                                                                | 3 – 0 tav                                                              | Capo Verde                                                             | Qual. Mondiali 2014                                                    | -                                                                      |                                                                        |
| 13-10-2013                                                             | Radès                                                                  | Tunisia                                                                | 0 – 0                                                                  | Camerun                                                                | Qual. Mondiali 2014                                                    | -                                                                      |                                                                        |
| 17-11-2013                                                             | Yaoundé                                                                | Camerun                                                                | 4 – 1                                                                  | Tunisia                                                                | Qual. Mondiali 2014                                                    | -4                                                                     |                                                                        |
| Totale                                                                 |                                                                        | Presenze                                                               | 13                                                                     |                                                                        | Reti                                                                   | -15                                                                    |                                                                        |

## Palmarès

### Club

#### Competizioni nazionali
- Campionato tunisino: 12

Espérance: 2009-2010, 2010-2011, 2011-2012, 2013-2014, 2016-2017, 2017-2018, 2018-2019, 2019-2020, 2020-2021, 2021-2022, 2023-2024, 2024-2025
- Coppa di Tunisia: 3

Espérance: 2010-2011, 2015-2016, 2024-2025
- Supercoppa di Tunisia: 1

Espérance: 2019

#### Competizioni internazionali
- CAF Champions League: 3

Espérance: 2011, 2018, 2018-2019
- Champions League araba: 1

Espérance: 2017